# Аутогенная тренировка
Аутоге́нная трениро́вка или аутотренинг (от др.-греч. αὐτός — «сам», γένος — «происхождение») — психологическая методика, направленная на восстановление динамического равновесия гомеостатических механизмов человеческого организма, нарушенных в результате стресса.

## Основы
Методика аутогенной тренировки (АТ) основана на применении мышечной релаксации, самовнушении и аутодидактике (самовоспитании). Являясь «родственницей» гипнотерапии, АТ выгодно отличается от последней тем, что пациент активно вовлекается в процесс терапии, в отличие от пассивной роли пациента в лечении гипнозом. В качестве лечебного метода АТ была предложена немецким врачом Иоганном Шульцем (Schultz, J. H.) в 1932 году. В России она начала применяться в конце 50-х годов XX века.
Лечебный эффект АТ обусловлен возникающей в результате релаксации трофотропной реакции, сопровождающейся повышением тонуса парасимпатического отдела вегетативной нервной системы, что, в свою очередь, способствует нейтрализации негативной стрессовой реакции организма. Некоторые исследователи (напр., Лобзин В. С., 1974), связывают действие АТ с ослаблением активности лимбической и гипоталамической областей головного мозга.
Согласно классификации д-ра Шульца, используемой и в настоящее время, АТ разделяется на «низшую» ступень, включающую упражнения на релаксацию и самовнушение, и «высшую», направленную на введение пациента в трансовые состояния разной глубины и интенсивности.

## Ступени тренировки

### Низшая ступень
При занятиях низшей ступенью аутотренинга пациент, в одной из трех начальных поз (поза «кучера», лежа или полулежа), поочередно практикует шесть разновидностей упражнений:
1. Упражнение «тяжесть» — на расслабление мышечного тонуса.
2. Упражнение «тепло» — на расширение сосудов кожного покрова.
3. Упражнение «пульс» — нормализуется сердцебиение.
4. Упражнение «дыхание» — вырабатывает спонтанное и равномерное дыхание.
5. Упражнение «солнечное сплетение» — нормализуется кровоснабжение внутренних органов.
6. Упражнение «прохладный лоб» — головная боль ослабляется и/или прекращается.

Ключевым для упражнений АТ низшей ступени является понятие «переключения», введенное д-ром Шульцем. Немецкий психотерапевт Д. Мюллер-Хегеманн (Muller-Hegemann D.) определяет его как снижение активности коры головного мозга, возникающее в результате сосредоточения на формулах АТ. ЭЭГ такого состояния характеризуется как промежуточная между ЭЭГ бодрствования и ЭЭГ сна, а само состояние близко к первой стадии гипнотического сна — сомноленции.

### Высшая ступень
Упражнения высшей ступени применяются с целью вызывания определённых сложных переживаний. Тренировка заключается в вызывании при закрытых глазах яркого мысленного представления определённого цвета, затем яркого представления о каком-либо объекте. Когда будет достигнуто состояния «внутреннего созерцания при закрытых глазах», предлагается «увидеть» отвлечённые понятия, например, счастья, красоты и др. При этом возникают различные представления, которые сменяют друг друга. По И. Шульцу эта стадия аналогична катарсису в гипнозе.

## Классификация формул
Луте (Luthe W.) разделяет формулы АТ на пять категорий:
1. нейтрализующие — культивируют безразличие к раздражающему фактору («глотание все равно» — при эзофагоспазме, «пыльца все равно» при аллергии и т.д.);
2. усиливающие — активизирующие скрытые мыслительные процессы («я проснусь, когда захочу в туалет» — при энурезе и проч.);
3. абстинентно-направленные — снимающие аддиктивную зависимость («я свободен от спиртного», и т.п.);
4. парадоксальные — использующие эффект «обратного действия» формул внушения;
5. поддерживающие — самые мягкие, стимулирующие развитие положительных качеств личности.

## Показания и противопоказания
Аутотренинг показан при лечении неврозов, функциональных расстройств и психосоматических заболеваний, прежде всего, при неврастении. Низкие результаты АТ показывает при лечении истерии, психастении и ипохондрических синдромов.
Хороший результат аутогенная тренировка показала при лечении заболеваний, имеющих основой эмоциональное напряжение, а также напряжение гладкой мускулатуры — бронхиальной астме, инициальном периоде гипертонической болезни, облитерирующем эндоартрите, диспноэ, эзофагоспазме, стенокардии, спастических болях ЖКТ, и запорах. Удовлетворительные результаты получены при использовании АТ в лечении язвенной болезни желудка.
Аутогенная тренировка позволяет ускорить разрушение устойчивого патологического состояния при заикании и повысить эффективность комплексного метода лечения этой болезни в составе с другими компонентами терапевтического комплекса.
Использование аутотренинга не показано при состояниях неясного сознания и бреда, острых соматических приступах и вегетативных кризах.
Аутогенная тренировка также применяется  в системе подготовки спортсменов к соревнованиям. В первую очередь, для ускорения процессов восстановления после соревнований и коррекции предсоревновательных психических состояний.